# Virtua Tennis 2
Virtua Tennis 2 is een tennis-videospel ontwikkeld door Sega voor de PlayStation 2 en Dreamcast. Het spel werd in 2001 voor de Dreamcast uitgebracht en voor de PlayStation 2 in 2002. Het is de opvolger van Virtua Tennis.

## Nieuwe toevoegingen
Er zijn vele veranderingen ten opzichte van het eerste deel. Zo is het nu mogelijk om met vrouwen te tennissen, er zijn extra mannelijke spelers en de World Tour is uitgebreid. Spelers kunnen door wedstrijden te winnen in de World Tour extra rackets en kledingstukken unlocken.

## Spelers en hun sterke punten
Mannen
- AUS Patrick Rafter (serve-volley)
- GBR Tim Henman (serve-volley)
- FRA Cédric Pioline (veelzijdige speler)
- GER Tommy Haas (sterke forehand)
- SWE Thomas Enqvist (sterke backhand)
- SWE Magnus Norman (goed voetenwerk)
- RUS Jevgeni Kafelnikov (veelzijdige speler)
- ESP Carlos Moyá (harde slagen vanaf de baseline)

Vrouwen
- USA Lindsay Davenport (veelzijdige speelster)
- AUS Jelena Dokić (goed voetenwerk)
- FRA Mary Pierce (sterke forehand)
- ESP Arantxa Sánchez Vicario (gevarieerd spel)
- USA Monica Seles (harde slagen)
- USA Alexandra Stevenson (sterke backhand)
- JPN Ai Sugiyama (goed voetenwerk)
- USA Serena Williams (harde slagen vanaf de baseline)
- USA Venus Williams (veelzijdige speelster)

## Ontvangst
| Beoordeeld door | Platform      | Datum            | Score |
| --------------- | ------------- | ---------------- | ----- |
| GamePro (USA)   | Dreamcast     | 25 oktober 2001  | 100%  |
| Defunct Games   | Dreamcast     | 9 april 2006     | 96%   |
| neXGam          | Dreamcast     | 27 december 2009 | 93%   |
| Consoles Plus   | PlayStation 2 | december 2002    | 92%   |
| HonestGamers    | Dreamcast     | 7 januari 2005   | 91%   |
| Jeuxvideo.com   | Dreamcast     | 15 november 2001 | 90%   |
| SegaFan.com     | Dreamcast     | 10 december 2001 | 89%   |
| SegaFan.com     | Dreamcast     | 21 november 2001 | 89%   |
| Super Play      | Dreamcast     | december 2001    | 80%   |
| PlayFrance      | PlayStation 2 | 12 april 2003    | 70%   |